# Danny Lee (acteur)
Pour les articles homonymes, voir Danny Lee et Lee.
Li Hsiu-hsien, parfois appelé Danny Lee ou Lee Sau-yin (né le 6 août 1952 à Shanghai) est un acteur, réalisateur et producteur hongkongais.

## Filmographie
Danny Lee a joué dans 138 films et en a dirigé 10, parmi lesquels :
- 1972 : La Légende du lac
- 1973 : The House of 72 Tenants
- 1973 : Frères de sang
- 1973 : Iron Bodyguard
- 1975 : All Men Are Brothers
- 1975 : All Mixed Up (film, 1975)
- 1975 : Bruce Lee and I
- 1975 : Super Inframan
- 1976 : La Guerre des clans (film)
- 1977 : The Battle Wizard
- 1977 : Le Colosse de Hong Kong
- 1978 : Le Chasseur d'aigles
- 1979 : The Brave Archer 2
- 1979 : The Brothers
- 1982 : The Brave Archer and His Mate
- 1984 : Shanghai 13
- 1986 : Brotherhood
- 1987 : 'Rich and Famous
- 1987 : Tragic Hero
- 1987 : City on Fire
- 1988 : Final Justice
- 1988 : No Compromise
- 1989 : Just Heroes
- 1989 : The Killer
- 1990 : Guerres de l'ombre
- 1991 : Red Shield
- 1992 : Rhythm of Destiny
- 1992 : Dr. Lamb (film, 1992)
- 1993 : The Sword Stained with Royal Blood
- 1995 : City Cop